# Volker Faust
Volker Faust (* 21. Juli 1941 in Leipzig) ist ein deutscher Nervenarzt und Fachbuchautor. Er ist Medizinaldirektor i. R., Oberstarzt d. R. und emeritierter außerplanmäßiger Professor der Universität Ulm.

## Werdegang
Nach dem Abitur 1962 am Alexander-von-Humboldt-Gymnasium Konstanz studierte Volker Faust an der Albert-Ludwigs-Universität Freiburg und promovierte Mitte der 1960er-Jahre zum Thema Minimale oder frühkindliche Hirnschädigung auf dem Gebiet der Kinder- und Jugendpsychiatrie. Er war unter anderem klinisch tätig in Düsseldorf, Hamburg, Mainz, Basel, Berlin, Paris, Freiburg und Ravensburg als Facharzt für Neurologie, Psychiatrie und Psychotherapie.
Er war Medizinaldirektor am Zentrum für Psychiatrie Ravensburg-Weissenau, Abteilung Psychiatrie I der Universität Ulm. Dort war er Leiter der Abteilung Forschung und Lehre sowie Geschäftsführer der Akademie Südwest der Südwürttembergischen Zentren für Psychiatrie. 2006 trat Faust in den Ruhestand und führt seitdem eine Privatpraxis in Ravensburg. Faust war von 1993 bis 2016 Mitglied im Aufsichtsrat und von 2014 bis 2016 stellvertretender Vorsitzender des Aufsichtsrats der Stiftung Liebenau. Von 2006 bis 2016 war er Mitglied im Vorstand der Dres. Bayer-Stiftung (Württembergischer Krebspreis) an der Universität Tübingen.

## Arbeitsschwerpunkte
Seine Arbeitsschwerpunkte sind Psychopathologie, Depressionen, Manie, Angststörungen, Aufmerksamkeitsdefizit-/Hyperaktivitätsstörung (ADHS), Medikamentenabhängigkeit, Psychopharmaka, Schlafstörungen u. a., aber auch sozialpsychiatrische und weitere Themen, die mit der Psychiatrie zu tun haben. Beispiele dafür sind Psychiatrie und Massenmedien, Medizinmeteorologie, Literatur und Psychiatrie.
Er war auch als Herausgeber von Fachzeitschriften tätig, z. B. der Fachzeitschrift Krankenhauspsychiatrie des Thieme-Verlags Stuttgart (als Gründer und Herausgeber zusammen mit F. Reimer).

## Internet-Publikationen

### Internetportal Psychosoziale Gesundheit
Volker Faust nutzt als einer der ersten deutschen Psychiater unter der Domain psychosoziale-gesundheit.net das World Wide Web als Kommunikationsmedium für seine Texte (rund 17 Millionen Zugriffe und über 5 Millionen Seiten-Abrufe pro Jahr). Anfragen zu den Texten kommen von Patienten, Angehörigen, Studenten, Ärzten und Behörden. Unter dem Abschnitt Psychiatrie heute werden in alphabetischer Folge Krankheitsbilder von Aggression bis Zwangsstörungen beschrieben. Der Abschnitt Seelisch Kranke unter uns behandelt die Themen Allgemeine Angststörungen bis Zwangsbefürchtungen in unserer Zeit in Kurzform. Im Teil Psychohygiene. Zur Psychologie des Alltags geht es in den Beiträgen darum, wie die seelische Gesundheit bewahrt werden kann. Im Teil Wort und Schrift werden Ausdrucksformen in Forschung, Lehre, Kultur und Gesellschaft in ihrem Wandel beleuchtet. Dazu zählen Beiträge über das Buch, das Internet und die Fachsprache. Im Teil Buchbesprechungen finden sich mehrere hundert Buchbesprechungen wissenschaftlicher Fachbücher. Durch Fachbücher wird die wissenschaftlich geprüfte Form der Wissensvermittlung garantiert.
Eingang in dieses Internetportal finden die Erkenntnisse der Arbeitsgemeinschaft Psychosoziale Gesundheit von Psychiatern, Neurologen, Nervenärzten, Psychologen, Sozialarbeitern, Fachschwestern und -pflegern, Ergotherapeuten u. a. Die wichtigsten Internet-Kapitel sind zudem als Loseblatt-Sammlung mit dem Titel Psychische Störungen heute in sechs Bänden verfügbar.

### Psychosoziale Gesundheitsinformationen
Von der Stiftung Liebenau werden kurzgefasste und allgemeinverständliche Fachbegriffe in alphabetischer Reihenfolge aus dem psychiatrischen, medizin-psychologischen und neuro-psychiatrischen Gebiet veröffentlicht. Weiter werden Erkrankungen mit ihren psychosozialen Folgen dargestellt. Dafür ist verantwortlich im presserechtlichen Sinne Volker Faust unter Mitarbeit von Walter Fröscher und Günter Hole.

## Auszeichnungen
- 1986: Ehrenpreis des Fortbildungszentrums Allgäu
- 2001: Dankurkunde für die treuen Dienste, zuletzt beim Sanitätsamt der Bundeswehr.[12]
- 2005: Kulturpreis der Städte Ravensburg und Weingarten in der Sparte Wissenschaft[13]
- 2012: Medica-Verdienstplakette der Deutschen Gesellschaft für Interdisziplinäre Medizin e. V. für Verdienste um die ärztliche Fortbildung und sein langjähriges Engagement[14]
- 2016: Ehrenpreis der Stiftung Liebenau[15] für herausragende Verdienste um das Wohl der Stiftung Liebenau und ihre Aufgaben im Sozial- und Bildungsbereich.[16]

## Schriften
Faust ist Autor und Herausgeber von mehreren hundert Publikationen und Dutzenden von Fachbüchern und allgemein-verständlichen Ratgeber-Büchern, vom Taschenbuch bis zum Lehrbuch. Sie wurden teilweise in fremde Sprachen übersetzt. Außerdem mehrere Reihen von psychiatrischen Informations- und fachlichen Weiterbildungs-Broschüren. Dazu nachfolgende Buch-Auswahl:

### Bücher (Auswahl)
- Rauchen. Hoheneck-Verlag, Hamm 1974, ISBN 3-7781-0675-9.
- Rauschgift. Hoheneck-Verlag, Hamm 1974, ISBN 3-7781-0690-2.
- Alkohol. Hoheneck-Verlag, Hamm 1975, ISBN 3-7781-0691-0.
- Wetterfühligkeit. Heyne-Verlag, München 1977, ISBN 3-453-41316-4.
- Biometereologie. Der Einfluss von Wetter und Klima auf Gesunde und Kranke. Hippokrates-Verlag, Stuttgart 1978, ISBN 3-7773-0394-1.
- Der psychisch Kranke in unserer Gesellschaft. Hippokrates-Verlag, Stuttgart 1981, ISBN 3-7773-0475-1.
- als Hrsg. zus. mit G. Hole: Depressionen. Hippokrates-Verlag, Stuttgart 1982, ISBN 3-7773-0466-2.
- mit H. Baumhauer: Psychopharmaka in Stichworten. ecomed-Verlag, Landsberg 1982, ISBN 3-609-63340-9.
- mit H.-W. Carlhoff und K. D. Schneider: Drogengefahr. Hippokrates-Verlag, Stuttgart 1982, ISBN 3-7773-0547-2.
- mit D. Ladewig, V. Hobi, D. Kleiner und H. Dubacher: Drogen unter uns. Karger-Verlag, Basel/ München 1983, ISBN 3-8055-3608-9.
- als Hrsg.: Suchtgefahren in unserer Zeit. Hippokrates-Verlag, Stuttgart 1983, ISBN 3-7773-0638-X.
- mit C. Hoffmann: Psychische Störungen durch Arzneimittel. Thieme-Verlag, Stuttgart/New York 1983, ISBN 3-13-640201-4.
- als Hrsg. zus. mit G. Hole: Psychiatrie und Massenmedien. Hippokrates-Verlag, Stuttgart 1983, ISBN 3-7773-0622-3.
- als Hrsg. zus. mit M. Wolfersdorf: Suizidgefahr. Hippokrates-Verlag, Stuttgart 1984, ISBN 3-7773-0673-8.
- als Hrsg.: Schlafstörungen. Hippokrates-Verlag, Stuttgart 1985, ISBN 3-7773-0715-7.
- Wetterfühligkeit. Hippokrates-Verlag, Stuttgart 1985, ISBN 3-7773-0682-7.
- als Hrsg.: Wetter – Klima – menschliche Gesundheit. Hippokrates-Verlag, Stuttgart 1986, ISBN 3-7773-0799-8.
- als Hrsg.: Angst – Furcht – Panik. Hippokrates-Verlag, Stuttgart 1986, ISBN 3-7773-0776-9.
- Antidepressiva und Lithium in der Praxis. Hippokrates-Verlag, Stuttgart 1988, ISBN 3-7773-0901-X.
- Depressionen. Kurz gefasste Diagnose und Therapie. Hippokrates-Verlag, Stuttgart 1989, ISBN 3-7773-0934-6.
- als Hrsg.: Depressionen. Hippokrates-Verlag, Stuttgart 1989, ISBN 3-7773-0934-6.
- Psychopharmaka. ecomed-Verlag, Landsberg 1990, ISBN 3-609-63979-2.
- mit G. Hole: Der gestörte Schlaf und seine Behandlung. Universitätsverlag, Ulm 1991, ISBN 3-927402-44-3.
- als Hrsg. zus. mit G. A. E. Rudolf: Psychiatrie literarisch. Vieweg-Verlag, Braunschweig 1993, ISBN 3-528-07860-X.
- Psychopharmaka. Trias Verlag, Stuttgart 1994, ISBN 3-89373-276-4.
- Depressionen. Erkennen, Verstehen, Betreuen in Stichworten. Arcis-Verlag, München 1995, ISBN 3-89075-091-5.
- als Hrsg.: Psychiatrie. Ein Lehrbuch für Klinik, Praxis und Beratung. Gustav Fischer-Verlag, Stuttgart 1995, ISBN 3-437-00759-9.
- Medikament und Psyche. Wiss. Verlagsgesellschaft, Stuttgart 1995, ISBN 3-8047-1409-9.
- Schizophrenie. Arcis-Verlag, München 1996, ISBN 3-89075-093-1.
- Depressionsfibel. Gustav Fischer-Verlag, Stuttgart 1997, ISBN 3-437-21280-X.
- Manie. Enke-Verlag, Stuttgart 1997, ISBN 3-432-27861-6.
- Rudolf Hänsel, Volker Faust: Spektrum Johanniskraut. Aesopus Verlag, Stuttgart 1997, ISBN 3-7773-1708-X.
- Schwermut. Hirzel-Verlag, Stuttgart 1999, ISBN 3-7776-0965-X.
- Seelische Störungen heute. Wie sie sich zeigen und was man tun kann. Verlag C. H. Beck, München 1999, ISBN 3-406-42087-7.
- Spektrum Psychotrope Phytopharmaka. Aesopus-Verlag, Stuttgart 2000, ISBN 3-7773-1755-1.
- Pflanzenheilmittel und seelische Störungen. Wiss. Verlagsgesellschaft, Stuttgart 2000, ISBN 3-8047-1625-3.
- Angststörungen – Depressionen – Somatisierungsstörungen – Schlafstörungen. Aesopus-Verlag, Stuttgart 2000, ISBN 3-7773-1765-9.
- als Hrsg. zus. mit G. Köpf: Psychiatrie in der Literatur. DUV/GWV Fachverlage, Wiesbaden 2003, ISBN 3-8244-2171-2.
- mit J. Sandner: Gesprächs-Art. Der „schwierige“ Patient – Praxishandbuch. Edition Forthe, Bonn 2010, ISBN 978-3-926509-33-8.
- Medikamenten-Abhängigkeit. Band 1 (Medikamentenmißbrauch und -abhängigkeit) und Band 2 (Wirkgruppen und Therapie). Forthe, Bonn 2011 und 2012, ISBN 978-3-926509-37-6.

### BuchreiheVon Amok bis Zwang
- unter Mitarbeit von Walter Fröscher und Günter Hole: Von Amok bis Zwang. Ecomed Medizin, Landsberg am Lech 2011–2020.
  - Band 1–3 (Grundwissen der Psychopathologie)
  - Band 4. 2016, ISBN 978-3-609-10550-5.
  - Band 5. 2018, ISBN 978-3-609-10551-2.
  - Band 6. 2020, ISBN 978-3-609-10552-9.

### Buchbeiträge (Auswahl)
- mit S. W. Tromp: Influence of Weather and Climate on Mental Processes in General and Mental Diseases in Particular. In: S. W. Tromp (Hrsg.): Progress in Biometeorology. Verlag Swets & Zeitlinger. Amsterdam 1977
- Vom Umgang mit Genussgiften. In: J. Schlemmer (Hrsg.): Die Herz- und Kreislaufkrankheiten. Verlag Quelle & Meyer. Heidelberg 1980
- mit H. Rothenbacher und V. Leutner: Zur Diagnose der Rauschdrogenabhängigkeit. In: V. Faust (Hrsg.): Suchtgefahren in unserer Zeit. Hippokrates-Verlag. Stuttgart 1983
- mit S. H. Mensen: Zur Psychologie des Rauchens. In: V. Faust (Hrsg.): Suchtgefahren in unserer Zeit. Hippokrates-Verlag. Stuttgart 1983
- mit Th. Zittel und J. G. Zittel: Psychosoziale Aspekte der Medikamenten-Abhängigkeit. In: V. Faust (Hrsg.): Suchtgefahren in unserer Zeit. Hippokrates-Verlag. Stuttgart 1983
- Die Bedeutung der Öffentlichkeitsarbeit für die psychiatrische Prävention. In: G. A. E. Rudolf, R. Tölle (Hrsg.): Prävention in der Psychiatrie. Springer-Verlag. Berlin-Heidelberg-New York 1984
- mit G. Hole: Hypochondrie. In: C. Müller (Hrsg.): Lexikon der Psychiatrie. Springer-Verlag. Berlin-Heidelberg-New York 1986
- mit M. Stimpel: Psychosoziale Aspekte des Rauschdrogenkonsums. In: G. Laux, F. Reimer (Hrsg.): Klinische Psychiatrie. Hippokrates-Verlag. Stuttgart 1986
- Depressionen. In: Pschyrembel Wörterbuch Gynäkologie und Geburtshilfe. Verlag Walter de Gruyter, Berlin 1987. 2. Aufl. 1998
- Psychischer Befund. In: W. Fröscher (Hrsg.): Lehrbuch der Neurologie mit Repetitorium. Verlag Walter de Gruyter. Berlin, New York 1991.
- Sucht. In: Lexikon Medizin, Ethik und Recht. Herder-Verlag, Freiburg-Basel-Wien 1992
- Drogenkonsum: Welche seelischen, psychosozialen und körperlichen Hinweise gibt es? In: K. Dohmen (Hrsg.): Drogen. Aulis Deubner-Verlag. Köln 1993
- mit G. Hole: Zur Diagnostik und Therapie von Insomnien. In: R. Lund, A. Engfer (Hrsg.): Fortschritte der Schlafmedizin. MMV-Medizin-Verlag. München 1994
- mit J. Tenter und R. Kortus: Wie kann man eine Demenz von einer Depression unterscheiden? In: W. Pöldinger (Hrsg.): Der gerontopsychiatrische Patient in der Allgemeinpraxis. E. Braun-Fachverlage. Karlsruhe 1995
- Diagnose der Schlafstörungen. In: A. Feiereis, R. Saller (Hrsg.): Psychosomatische Medizin und Psychotherapie. Hans Marseille-Verlag. München 1995
- mit C. Scharfetter: Anamnese und psychischer Befund in Stichworten. In: V. Faust (Hrsg.): Psychiatrie. Gustav Fischer-Verlag. Stuttgart-Jena-New York 1995
- mit U. H. Peters: Das Überlebenden-Syndrom. Gesundheitsschäden nach Verfolgung, Gefangenschaft und Folter. In: V. Faust (Hrsg.): Psychiatrie. Gustav Fischer-Verlag. Stuttgart-Jena-New York 1995
- Zeitalter der Manie? In: J. Fischer (Hrsg.): Weggefährten. Verlag Pabst Science Publishers. Lengerich 2003
- mit W. Fröscher: Psychogene Störungen in der Neurologie. In: D. Höffken, E. Holzbach (Hrsg.): Psychiatrie außerhalb der Psychiatrie. Peeters Press. Leuven 2003
- mit C. Scharfetter: Psychopathologie. In: Psychologie von A – Z: Die 60 wichtigsten Disziplinen. Elsevier – Spektrum Akademischer Verlag, München 2003
- Alzheimerkrankheit und Demenz. Hinweise für Angehörige. In: B. Hein, W. Kraus (Hrsg.): Notfall Altenpflege? Verlag C. H. Beck. München 2005
- Traurig oder depressiv: Woran erkenne ich, ob ich krank bin? In: A. M. Hesse (Hrsg.): Depressionen – was Sie wissen sollten. Verlag Herder. Freiburg-Basel-Wien 2006
- Psychiatrische Öffentlichkeitsarbeit. In: J. Haisch, K. Hurrlemann, Th. Klotz (Hrsg.): Medizinische Prävention und Gesundheitsförderung. Verlag Hans Huber. Bern 2006
- mit W. Fröscher: Einsatz des EEG in der Psychiatrie bei Einnahme von Psychopharmaka. In: A. Ebner, G. Deuschel (Hrsg.): EEG. Georg Thieme-Verlag. Stuttgart-New York 2006
- Psychiatrie. In: C. Werning (Hrsg.): Medizin für Apotheker. Wiss. Verlagsgesellschaft. Stuttgart 2008
- Wie wir uns in Alter verändern. In: G. Josten (Hrsg.): Lust und Last des Alterns. Eine Anthologie. Verlag Haag + Herchen. Hanau 2015

### Fachbuchserien
- Psychische Störungen heute. Loseblatt-Sammlung. ecomed-Verlag, Landsberg 2002 bis 2017 in bisher 61 Ergänzungslieferungen mit mehreren tausend Druckseiten, ISBN 978-3-609-10030-2 (Grundwerk. Es umfasst die wichtigsten Kapitel des Internetportals Psychosoziale Gesundheit.).
- Compendium Psychiatricum. Hippokrates-Verlag, Stuttgart.
- Psychiatrie für den Praxisalltag. Hippokrates-Verlag, Stuttgart.

### Broschüren

#### Einzelbroschüren
- Volker Faust, Elke Faust: Seelische Störungen – Kleines Psychiatrie-ABC für den Alltag. Wissenschaftliche Verlagsgesellschaft, Stuttgart 1995. (Alphabetisches Lexikon in mehreren Folgen).
- Johanniskraut. Möglichkeiten und Grenzen der Therapie. Südwürttembergische Zentren für Psychiatrie, Ravensburg-Weissenau 2003. (Seelische Störungen und Johanniskraut als Phyto-Antidepressivum).

#### Auxilium Psychiatricum
- als Hrsg.: Auxilium Psychiatricum – Psychiatrie für den Allgemeinarzt. O. F. Stein, Ravensburg. Unter anderen:
  - mit Günter Hole, Manfred Wolfersdorf: Diagnose der Depression. 1984.

#### Psychische Gesundheit
Liebenauer Gesundheits-Informationen. Psychische Gesundheit. Psychiatrisch-neurologisches Informations-Angebot der Stiftung Liebenau. Unter Mitarbeit von Walter Fröscher und Günter Hole (†) und dem Arbeitskreis Psychosoziale Gesundheit. Stiftung Liebenau, seit 2007.
- Band 1–28 (u. a. Burnout, Posttraumatische Belastungsstörungen, Schlafwandeln, Tinnitus, Vermüllungs-Syndrom, Schlaf-Apnoe-Syndrom, Schwindel, Mobbing).
- Sonderheft Band 1–14

#### Nachdenklichkeiten
Mensch – Medizin – Wirtschaft. Eine Arbeitsgemeinschaft der Stiftung Liebenau. Nachdenklichkeiten.
- Band 1: Aus dem Alltag für den Alltag, kurz gefasst. Liebenau Sommer 2021, (Lebensweisheiten in Stichworten von A bis Z).

### Flyer
Psychiatrisch-neurologisches Informations-Angebot der Stiftung Liebenau. Herausgeber, unter Mitarbeit von Walter Fröscher und Günter Hole (†). Flyer Psychische Gesundheit 140 ff.

### Audio-CDs
- Burnout. Vorbeugen – Erkennen – Behandeln. Audio-CD, S. Hirzel Verlag, Stuttgart 2012, ISBN 978-3-7776-2171-5.
- Depressionen: erkennen und verstehen. Audio-CD (CD 1: Ursachen, CD 2: Depression in verschiedenen Lebensabschnitten). S. Hirzel Verlag, Stuttgart. ISBN 978-3-7776-2276-7.

## Festschrift
- Günter Hole und Frank König (Hrsg.): Über die Seele, psychische Störungen und die Psychiatrie. 60 Gedanken zum 60. Geburtstag von Prof. Volker Faust. Aesopus Verlag, Stuttgart 2001, ISBN 3-7773-1940-6. (60 Wegbegleiter von Volker Faust geben ihre Gedanken zur Psychiatrie und ihrer Weiterentwicklung auf ein bis zwei Seiten bekannt. Einige Beiträge gehen auf die Berücksichtigung der Psychiatrie in weiteren ärztlichen Fachgebieten ein.)[20]